# Crash Landing
Crash Landing osmi je studijski album američkog glazbenika Jimia Hendrixa, postumno objavljen u ožujku 1975. godine od izdavačke kuće Reprise Records. Crash Landing peti je studijski album nakon Hendrixove smrti i prvi kojem je producent bio Alan Douglas.

## O albumu
Hendrix je prije svoje smrti 1970. godine imao u završnoj verziji pripremljen materijal kojeg je namjeravao objaviti na dvostrukom LP izdanju pod nazivom First Rays of the New Rising Sun. Većina tih pjesama planiranih za taj LP raspoređena je na tri postumno objavljena albuma The Cry of Love (1971.), Rainbow Bridge (1971.) i War Heroes (1972.). Posljednja dva sadrže i neke demonstracijske snimke i snimke uživo te neobjavljeni materijal. Krajem 1973. godine njegova međunarodna izdavačka kuća pripremila je materijal za album pod nazivom Loose Ends. Album sadrži osam pjesama od kojih je šest uglavnom nepotpuno i nekvalitetno snimljeno. Jedine dvije "završene" pjesme bile su "The Stars That Play with Laughing Sam's Dice", B-strana koja je kasnije objavljena na kompilacijskom albumu Smash Hits i cover pjesma Boba Dylana "The Drifter's Escape". Obje skladbe će kasnije biti objavljene na kompilacijskom albumu South Saturn Delta. Album nije objavljen u Sjedinjenim Državama jer su tamo smatrali da je materijal previše jednoličan.
Hendrix je 1969. i 1970. godine provodio jako puno vremena u studiju što je rezultiralo znatnim brojem pjesama. Neke od njih su bile u završnoj fazi snimanja i pripremljene za objavljivanje. Nakon Hendrixove smrti Alan Douglas je 1973. godine angažiran da pregleda stotine sati preostalog materijala koji nije bio korišten na ranije objavljenim postumnim albumima. Kompletan materijal na albumu Crash Landing, osim pjesme "Stone Free Again" koja je ranije u travnju 1969. godine pod nazivom "Stone Free" originalno snimljena od sastava Jimi Hendrix Experience, Hendrix je izvorno napravio za Billya Coxa i Mitcha Mitchella na basu te Buddyja Milesa na bubnjevima.

## Kontroverze
Crash Landing prvo je studijsko izdanje u produkciji Alana Douglasa i odmah je izazvalo kontroverze. U zabilješkama na albumu navedena su neka imena glazbenika koji Hendrixa nisu niti poznavali. U nekim snimkama koje nisu bile gotove, Douglas je doveo nove glazbenike da odsviraju dionice i završe ih. Dopunjene su dionice gitare, basa, bubnjeva, udaraljki, a neke originalne snimke su obrisane i nanovo snimljene, jedino su u originalnu ostali Hendrixovi doprinosi na materijalu (vokal i gitara). U naslovnoj pjesmi Douglas je također dodao ženske prateće vokale. Obožavatelji i glazbeni kritičari bili su razočarani kada je Douglas sebe naveo na pet od osam pjesama kao koautora. Unatoč svemu tome album je dosegao #5 na američkim i #35 na britanskim top ljestvicama.

## Pjesme na ostalim izdanjima
Neke pjesme s albuma Crash Landing pojavile su se na prethodnim Hendrixovim izdanjima. "Message to Love" i "With the Power" izvorno se nalaze na uživo albumu Band of Gypsys snimljene na dočeku Nove godine (1969./'70.) na Fillmore East u New Yorku ("With the Power" navedena je uobičajenim nazivom "Power of Soul"). "Message to Love" zajedno s instrumentalom "Peace in Mississippi" nanovo su objavljene na Douglasovoj kompilaciji iz 1995. godine pod nazivom Voodoo Soup. Kompilacija South Saturn Delta iz 1997. godine sadrži proširenu verziju pjesame "Message to Love" pod nazivom "Message to the Universe", kao u dužu verziju "With the Power"/"Power of Soul". "Somewhere" snimljena je u ožujku 1968. godine prije nego što je počelo snimanje za album Electric Ladyland. "Come on Down Hard on Me" malo je prerađena verzija od pjesme koja se prvi put pojavljuje na albumu Loose Ends. Pjesma je snimljena u srpnju, a miksana od Hendrixa i Eddia Kramera u kolovozu 1970. godine. "Stone Free Again" snimljena je u travnju 1969. godine od originalne postave Jimi Hendrix Experiencea, dva mjeseca prije odlaska Noela Reddinga. "Message to Love", "Somewhere", "Come on Down Hard on Me" i "Stone Free (Again)" uključene su box set The Jimi Hendrix Experience objavljen 2000. godine.

## Popis pjesama
Sve pjesme napisao je Jimi Hendrix, dok se Alan Douglas sam kao koautor nadopisao na pet.
| 1. | »Message to Love«                                         |  | 3:14 |
| 2. | »Somewhere Over the Rainbow« (Izvorni naziv: "Somewhere") |  | 3:30 |
| 3. | »Crash Landing«                                           |  | 4:14 |
| 4. | »Come Down Hard on Me«                                    |  | 3:16 |

| 1. | »Peace in Mississippi« |  | 4:21 |
| 2. | »With the Power«       |  | 3:28 |
| 3. | »Stone Free Again«     |  | 3:25 |
| 4. | »Captain Coconut«      |  | 4:06 |

## Izvođači
- Jimi Hendrix – električna gitara, prvi vokal, prateći vokal
- Buddy Miles – bubnjevi u skladbama A1, B2, prateći vokal u skladbama A1 i B2
- Billy Cox – bas-gitara u skladbama A1, B2 i B4, prateći vokal u skladbama A1 i B2
- Noel Redding – prateći vokal u skladbi B3
- Juma Sultan – udaraljke u skladbi A1

Novi izvođači iz 1975.
- Jimmy Maelen – udaraljke u skladbama A1, A3, B1, B2, B3 i B4
- Jeff Mironov – gitara u skladbama A2, A3, A4, B1 i B3
- Allan Schwartzberg – bubnjevi u skladbama A2, A3, A4, B1, B3 i B4
- Bob Babbitt – bas-gitara u skladbama A2, A3, A4, B1 i B3
- Linda November – prateći vokal u skladbi A3
- Vivian Cherry – prateći vokal u skladbi A3
- Barbara Massey – prateći vokal u skladbi A3

## Vanjske poveznice
- Discogs.com - Recenzija albuma